# Втеча (оповідання)
«Вте́ча» (англ. Escape!) — науково-фантастичне оповідання американського письменника Айзека Азімова, вперше опубліковане 1945 року під назвою «Парадоксальна втеча» (англ. Paradoxical Escape) в журналі Astounding Science Fiction and Fact. Вийшов друком у збірках «Я, робот», 1950 (I, Robot) та «Все про роботів» (The Complete Robot), (1982).

## Сюжет
До U.S. Robots and Mechanical Men, Inc. звертається фірма «Консолідейтед Роботс» із пропозицією скористатися «Мозком» фірми для перевірки документів з розробки гіперпрострового двигуна, бо їхня власна Супер-ЕОМ від такої перевірки зламалася. Завданням Сьюзен Келвін є сформулювати ціль перед «Мозком» таким чином, щоб він не вийшов з ладу при можливій дилемі, пов'язаній із Трьома законами робототехніки. «Мозок» опрацьовує надані йому матеріали та приходить до висновку, що побудувати корабель для стрибка через простір-час є можливим. Але при цьому він стає несерйозним у своїй мові.
Згодом інженери Донован і Пауелл оглядають корабель, спроектований «Мозком». Несподівано він стартує і інженери мимоволі здійснюють міжзоряний стрибок через простір і час, відчуваючи при цьому щось схоже на смерть та оживлення. Вони зауважують, що «Мозок» подбав про запас консервованих бобів і молока, але не передбачив ні засобів керування кораблем, ні душу чи ліжок.
По поверненню інженерів на Землю Сьюзен встановлює, що в момент стрибка матерія на мить перестає існувати. Це означає, що «Мозок» порушив Перший закон робототехніки, але саме тому і не зламався. Справа в тому, що він зумів «відгородитися» від моменту тимчасової смерті людей, сприйнявши його за дитячою логікою як щось несуттєве. Сьюзен розкриває, що причиною цього стало її рішення знизити інтелект «Мозку».